# Zhiping, Fujian
Zhiping (kinesiska: 治平畲) är en etnisk minoritetssocken för shefolket i sydöstra Kina. Den ligger i Ninghua härad i staden Sanming i provinsen Fujian, omkring 280 kilometer väster om provinshuvudstaden Fuzhou. Antalet invånare är 8 374. Befolkningen består av 4 070 kvinnor och 4 304 män. Barn under 15 år utgör 18,0 %, vuxna 15-64 år 69 %, och äldre över 65 år 12,0 %.